# Ножан-сюр-Об
Ножа́н-сюр-Об (фр. Nogent-sur-Aube) — коммуна во Франции, находится в регионе Шампань — Арденны. Департамент — Об. Входит в состав кантона Рамрюпт. Округ коммуны — Труа.
Код INSEE коммуны — 10267.
Коммуна расположена приблизительно в 150 км к востоку от Парижа, в 55 км южнее Шалон-ан-Шампани, в 28 км к северо-востоку от Труа.

## Население
Население коммуны на 2008 год составляло 347 человек.
| 1962 | 1968 | 1975 | 1982 | 1990 | 1999 | 2008 |
| ---- | ---- | ---- | ---- | ---- | ---- | ---- |
| 294  | 314  | 324  | 317  | 311  | 316  | 347  |

## Экономика

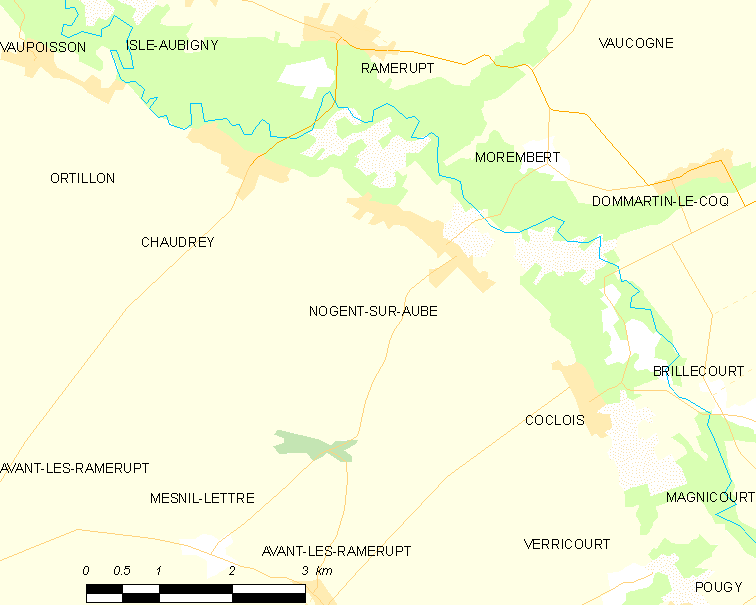
Карта коммуны

В 2007 году среди 212 человек в трудоспособном возрасте (15—64 лет) 164 были экономически активными, 48 — неактивными (показатель активности — 77,4 %, в 1999 году было 72,8 %). Из 164 активных работали 149 человек (83 мужчины и 66 женщин), безработных было 15 (7 мужчин и 8 женщин). Среди 48 неактивных 15 человек были учениками или студентами, 8 — пенсионерами, 25 были неактивными по другим причинам.